# Eungam-dong
Eungam-dong (koreanska: 응암동) är en stadsdel i stadsdistriktet Eunpyeong-gu i Sydkoreas huvudstad Seoul.

## Indelning
Administrativt är Eungam-dong indelat i:
| Namn    | Namn               | Yta i km² | Invånare 30 jun 2020 |
| ------- | ------------------ | --------- | -------------------- |
| 응암1동 | Eungam 1(il)-dong  | 1,20      | 28 210               |
| 응암2동 | Eungam 2(i)-dong   | 0,78      | 27 398               |
| 응암3동 | Eungam 3(sam)-dong | 0,63      | 25 435               |